# 縦深攻撃
縦深攻撃（じゅうしんこうげき、Глубокая операция、glubokaya operatsiya、英語: deep operation, deep battle）とは、陸上戦闘における攻撃に関する戦闘教義の一種で、前線の敵部隊のみでなくその後方に展開する敵部隊までを連続的かつ同時的に目標として攻撃することで敵軍の防御を突破し、その後に敵軍を包囲殲滅しようとする理論である。圧倒的な戦力による縦長の隊形での連続的な攻撃と、長距離火砲や航空機による敵後方に対する攻撃、空挺部隊などによる退路遮断を組み合わせて実施される。ミハイル・トゥハチェフスキーにより、ソ連軍の戦闘教義である縦深戦術理論（縦深戦略理論とも）として理論化された。

## 歴史
1920年代、ロシア内戦を経験したソ連では、陸海軍人民委員（国防相に相当）のレフ・トロツキーらによって軍事改革の推進が唱えられた。トロツキーは、ロシア内戦での機動戦の体験から、陸軍の機械化を主張した。また、トロツキーを補佐する労農赤軍参謀総長のミハイル・フルンゼも、軍の活動を維持するための兵站の重要性を強調した。ポーランド・ソビエト戦争で方面軍司令官として戦ったトゥハチェフスキーは、赤軍の攻勢が頓挫した結果から、予備隊や兵站の整備による軍の連続作戦能力の必要を学びとっていた。
フルンゼやトゥハチェフスキーの下での研究結果をふまえ、1920年代後半、縦深攻撃理論の原型となる連続作戦理論が構築された。まず、1925年、ソ連は『赤軍野外教令草案』を起案した。この草案では、機動戦は連続的に行われるべきことや、攻撃三倍の法則に基づく突破戦力の集中使用が掲げられた。この時期の赤軍は機械化の途上で主戦力として期待されたのはあくまで歩兵であったが、戦車や軍用機と言った兵器の発展を見越した見解も出ていた。参謀総長代理の地位にあったヴラジーミル・トリアンダフィーロフは、1929年には、歩兵に対する直接支援、遠距離支援、遠距離行動という三段階の機械化部隊運用を主張していた。また、トリアンダフィーロフは、将来の戦闘について、全長70-75kmに及ぶ縦隊により2-3日続けて反復的に行われる攻撃の有効性を説いていた。

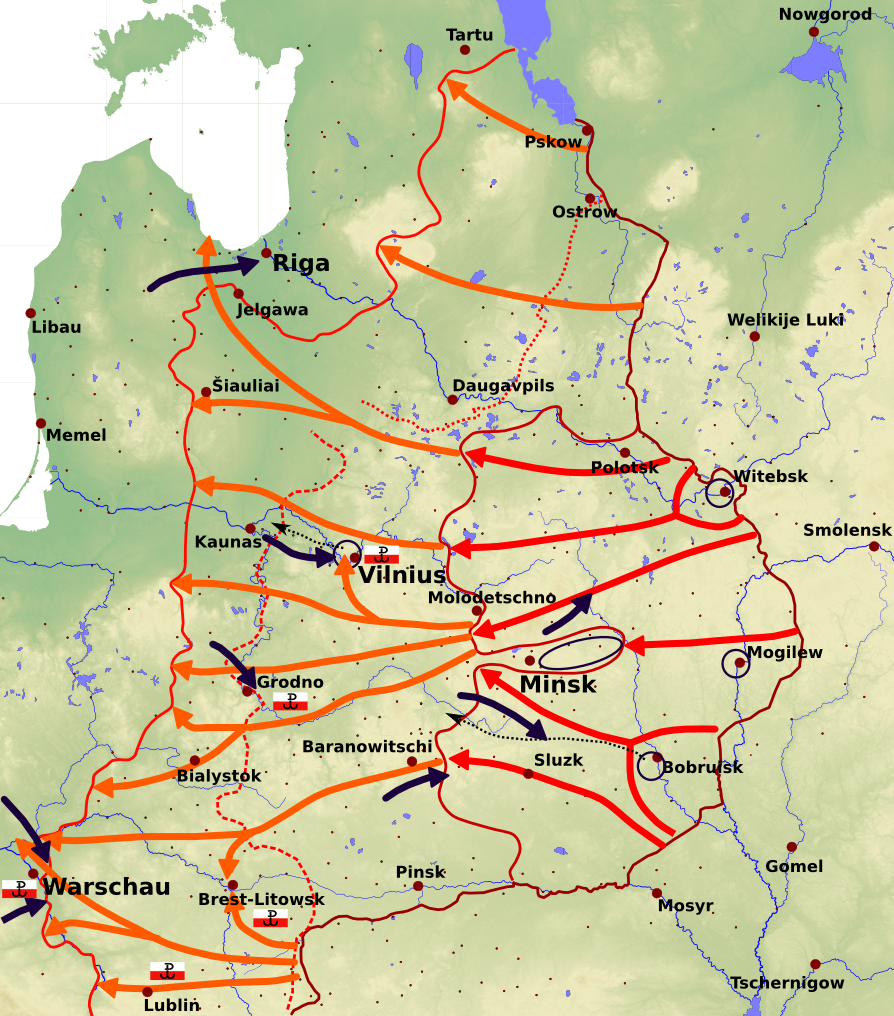
バグラチオン作戦の部隊行動図。

1930年代にかけて第一次/第二次五カ年計画により赤軍の機械化が実現する中で、縦深戦略理論は完成された。トゥハチェフスキーは、地上軍の機械化とともに、世界に先駆けて空挺部隊の創設を進め、空地一体による大規模な機動演習を成功させた。1936年、トゥハチェフスキーの下で作成された『赤軍野外教令』が発布され、縦深戦略理論は正式に赤軍の戦闘教義となった。トゥハチェフスキーは大粛清により処刑されたが、縦深戦略理論は『赤軍野外教令』によって受け継がれた。第二次世界大戦での独ソ戦では、赤軍は、縦深戦略理論に基づいた攻勢を実施し、1944年に行われたバグラチオン作戦がその集大成と評価される。
第二次世界大戦後も、縦深戦略理論の発想はソ連軍の地上戦闘教義に引き継がれた。核戦争を想定した理論の発展があり、戦術核兵器の使用も織り込まれた。縦深突破の距離は300-500㎞にも及ぶことが目標とされ、そのためにパイプライン敷設などにより兵站能力を高める推進補給方式が採用された。1980年代には、膨大な機甲部隊を基幹に空中機動部隊や特殊部隊を戦域ごとに統合運用する諸兵科連合の作戦機動グループ（Operational Maneuver Group, OMG）として結実した。ソ連軍の構想は、第一梯団の急襲によりNATO軍に戦術核兵器を使う暇を与えず突破口を形成し、続けて第二梯団が深く突入、予備隊や空中機動部隊が連携する縦深戦略理論の現代版であった。
ソ連崩壊後のロシア連邦軍にも、縦深戦略理論の思想と装備体系は受け継がれていると推測される。

## 縦深攻撃の要領
縦深攻撃の戦術的特色は、主力部隊が幅広い正面に同時攻撃を仕掛け、かつ目標とする突破距離（縦深）は100km以上にも及ぶことである。そのために、圧倒的に優位な戦力を用い、あらかじめ組んだ縦長の隊形を維持し続けることが必要とされた。
主力部隊は、敵の第一線に突破口を開く第一梯団と、突破口から波状攻撃を続ける第二梯団に分けられる。それぞれを構成する下位の部隊にもそれぞれ到達すべき目標地点が定められ、各部隊は損害を顧みず与えられた目標地点まで突破することが求められる。個々の部隊は大損害を受けても、後方からの新たな部隊が超越して次の目標地点まで進出を続けることで、連続的な波状攻撃が実施される。特色である幅広い攻撃正面においてこのような攻撃を加えることで、敵軍の対処能力を越えた密度と速度で攻撃することが狙いとなる。
また、敵軍の予備隊などによる対応を妨害するため、第一線陣地のみでなく敵の後方にまで同時に、火砲や航空機による攻撃が加えられる。
縦深攻撃の最終的な目標は、包囲による敵軍の殲滅におかれることが基本である。この点は、同じ機甲戦の理論でも、迂回による戦略目標地点の奪取や破壊を主眼とする電撃戦とは異なっている。縦深攻撃では、包囲殲滅のために、空挺部隊による退路の遮断や、予備隊の投入による追撃戦が実施される。